# GUNDAM PERFECT MISSION
『GUNDAM PERFECT MISSION』（ガンダム パーフェクト ミッション）は、2009年にガンダムシリーズをモチーフに制作された短編OVA作品。

## 概要
テレビアニメ「機動戦士ガンダム」の30周年を記念して制作されたプロモーションビデオ(PV)。地上に不時着した状態のコア・ファイターを、歴代の主役ガンダム達が支援しつつア・バオア・クーへと送り届けるというストーリーとなっている。

## 登場機種
登場順に記載する。
- RX-78NT-1 ガンダムNT-1[1]
- RX-79[G]  陸戦型ガンダム
- GF13-017NJ II ゴッドガンダム
- ZGMF-X42S デスティニーガンダム
- LM314V21 V2ガンダム
- GN-0000+GNR-010 ダブルオーライザー[2]
- RX-78GP01-Fb ガンダム試作1号機フルバーニアン[2]
- RX-93 νガンダム
- System-∀99 ∀ガンダム
- GX-9900 ガンダムX
- XXXG-00W0 ウイングガンダムゼロ
- XXXG-00W0 ウイングガンダムゼロ Endless Waltz版
- MSZ-006 Ζガンダム
- RX-0 ユニコーンガンダム
- F91 ガンダムF91
- FA-010S フルアーマーΖΖガンダム[2]
- ZGMF-X10A フリーダムガンダム
- RX-78-2 ガンダム
- FF-X7 コア・ファイター[3]
- SCV-70 ホワイトベース[4]

以下はラストカットのみ登場。
- RX-78GP03 ガンダム試作3号機（デンドロビウム）
- MSZ-010 ΖΖガンダム
- GN-0000 ダブルオーガンダム

## BGM
- 哀 戦士（作詞 - 井荻麟 / 作曲 - 井上大輔 / 編曲 - 井上大輔 / 歌 - 井上大輔）

## スタッフ
- 監督・絵コンテ・演出：米たにヨシトモ
- プロデューサー：佐藤弘幸
- 美術監督：池田繁美
- 音響監督：藤野貞義
- 原画：重田敦司、須永正博、吉田徹、森田岳士、松永辰、中谷誠一、川添政和、中澤勇一、川原智宏、柏崎健太

## 収録DVD
- GUNDAM OP/ED COLLECTION (1) 20th Century
- GUNDAM OP/ED COLLECTION (2) 21st Century

OVA「模型戦士ガンプラビルダーズ ビギニングG」の作中でも作中アニメとして映像の一部が使用されている。